# Ocmanice
Ocmanice (en allemand : Otzmanitz) est une commune du district de Třebíč, dans la région de Vysočina, en République tchèque. Sa population s'élevait à 323 habitants en 2024.

## Géographie
Ocmanice se trouve à 4 km au nord-ouest du centre de Náměšť nad Oslavou, à 23 km à l'est-nord-est de Třebíč, à 56,5 km à l'est-sud-est de Jihlava et à 155 km au sud-est de Prague.
La commune est limitée par Zahrádka à l'ouest et au nord, par Naloučany au nord et au nord-est, par Náměšť nad Oslavou au sud-est, par Vícenice u Náměště nad Oslavou et Okarec au sud, et par Studenec à l'ouest.

## Histoire
La première mention écrite de la localité date de 1366.

## Transports
Par la route, Ocmanice se trouve à 5 km de Náměšť nad Oslavou, à 21 km de Třebíč, à 54 km de Jihlava et à 178 km de Prague.